# حکومتداری مشارکتی
حکمرانی مفهومی گسترده‌تر از دولت است و همچنین شامل نقش‌هایی است که توسط بخش جامعه و بخش خصوصی در مدیریت و برنامه‌ریزی کشورها، مناطق و شهرها ایفا می‌شود.
حکمرانی مشارکتی به معنای همکاری و گفت‌وگو میان دولت، جامعه و بخش خصوصی است، به‌گونه‌ای که این سه بخش با همکاری یکدیگر به دستاوردهایی می‌رسند که هیچ‌کدام به‌تنهایی قادر به تحقق آن‌ها نیستند.

انسل و گَش (۲۰۰۸) شرایط لازم برای حکمرانی مشارکتی مؤثر را بررسی کرده‌اند. آن‌ها می‌گویند:
«هدف نهایی، توسعه یک رویکرد اقتضایی به همکاری است که بتواند شرایطی را برجسته کند که در آن‌ها حکمرانی مشارکتی به‌عنوان رویکردی برای سیاست‌گذاری و مدیریت عمومی، کم‌وبیش مؤثر باشد.»
حکمرانی مشارکتی هم روابط رسمی و هم روابط غیررسمی در حل مسئله و تصمیم‌گیری را در بر می‌گیرد.
فرآیندهای سیاست‌گذاری سنتی دولتی می‌توانند با تسهیل همکاری بین بخش عمومی، خصوصی و جامعه، در فرآیندهای سیاست‌گذاری گسترده‌تر ادغام شوند.
حکمرانی مشارکتی نیازمند سه عنصر اساسی است: پشتیبانی، رهبری، و یک محفل (فروم).
پشتیبانی، مسئله سیاستی را که باید حل شود شناسایی می‌کند.
رهبری، بخش‌های مختلف را در یک محفل گرد هم می‌آورد.
سپس اعضای محفل با همکاری یکدیگر به تدوین سیاست‌ها، راه‌حل‌ها و پاسخ‌ها می‌پردازند.
اشکال مختلفی از حکمرانی مشارکتی وجود دارد، مانند تصمیم‌گیری بر اساس اجماع و شبکه مشارکتی:
- تصمیم‌گیری بر اساس اجماع: «فرآیندی است که در آن ذی‌نفعان برای یافتن راهکارهایی جهت حل مسائل خاص سیاست‌گذاری عمومی به اجماع می‌رسند. چشم‌اندازسازی جامعه نیز نوعی فرایند اجماع‌سازی است که طی آن اعضای یک جامعه بر سر توصیفی مشترک از آینده مطلوب جامعه و اقدامات لازم برای تحقق اهداف آینده به توافق می‌رسند.»[۴]
- شبکه مشارکتی: «این نظام با هدف ایجاد هم‌راستایی بیشتر میان نیازهای جامعه، راهبردهای سازمان‌های خدمات‌رسان، نتایج اولویت‌دار و تخصیص منابع طراحی شده است. همچنین هدف آن تقویت سرمایه اجتماعی، یکپارچه‌سازی ارائه خدمات انسانی، و پیوند راهبردهایی برای ایجاد روابط، فرآیندهای یادگیری، و سنجش و مدل‌سازی میان مشارکت‌کنندگان است.»[۳]

## تاریخچه
در دو دهه گذشته، رویکردهای مشارکتی نوینی برای حکمرانی و مدیریت در حوزه‌های گوناگونی شکل گرفته‌اند، از جمله: برنامه‌ریزی شهری و منطقه‌ای، مدیریت عمومی و حقوق، مدیریت منابع طبیعی و مدیریت محیط زیست.
حکمرانی مشارکتی به‌عنوان پاسخی به شکست‌های ناشی از اجرای سیاست‌های دولتی و نیز هزینه‌های بالا و سیاسی شدن بیش‌ازحد مقررات پدید آمده است، و به‌عنوان جایگزینی برای مدیریت‌گرایی و رویکردهای تقابلی پیشنهاد می‌شود.
حوزه مدیریت عمومی تمرکز خود را از بوروکراسی به همکاری در بستر جامعه شبکه‌ای تغییر داده است.
مدیران عمومی مرزهای میان مردم، بخش خصوصی و دولت را کمرنگ کرده‌اند.
گرچه بوروکراسی همچنان پابرجاست، اما مدیران عمومی به این درک رسیده‌اند که از طریق همکاری و شبکه‌سازی می‌توان به دستاوردهای بیشتری دست یافت.
همکاری و شراکت در عرصه سیاست پدیده‌ای نو نیست، با این حال، کاربرد گسترده‌تر این سبک رهبری در سال‌های اخیر شتاب بیشتری گرفته است.
تا حدی، این روند پاسخی است به نئولیبرالیسم که بر اولویت اقتصاد بازار آزاد و نقش‌آفرینی بخش خصوصی تأکید دارد.

## تعاریف
انسل و گش (۲۰۰۸) حکمرانی مشارکتی را به این صورت تعریف می‌کنند:
«یک سازوکار حکمرانی که در آن یک یا چند نهاد دولتی، به‌صورت مستقیم، ذی‌نفعان غیردولتی را در فرایند تصمیم‌گیری جمعی مشارکت می‌دهند؛ این فرایند رسمی، اجماع‌محور، و مبتنی بر تأمل است و هدف آن تدوین یا اجرای سیاست عمومی یا مدیریت برنامه‌ها یا دارایی‌های عمومی می‌باشد.»
این تعریف شامل شش معیار است:
1. محفل (فروم) توسط نهادهای دولتی آغاز می‌شود؛
2. شرکت‌کنندگان شامل بازیگران غیردولتی هستند؛
3. مشارکت‌کنندگان در تصمیم‌گیری درگیرند و صرفاً مشورت‌شونده نیستند؛
4. این محفل به‌صورت رسمی سازمان‌دهی شده است؛
5. هدف محفل، تصمیم‌گیری بر پایه اجماع است؛
6. تمرکز همکاری بر سیاست‌گذاری عمومی یا مدیریت عمومی است.

امرسون، ناباتچی و بالو (۲۰۱۲) تعریفی تحلیلی، بازتر و کم‌تر هنجاری ارائه کرده‌اند:
«فرایندها و ساختارهای تصمیم‌گیری و مدیریت سیاست عمومی که افراد را به‌گونه‌ای سازنده در سراسر مرزهای نهادهای دولتی، سطوح مختلف حکومت، و/یا حوزه‌های عمومی، خصوصی و مدنی برای تحقق هدفی عمومی که به‌تنهایی ممکن نیست، مشارکت می‌دهد.»
این چارچوب، مفهومی تحلیلی و گسترده‌تر از حکمرانی مشارکتی ارائه می‌دهد و آن را محدود به ابتکار نهادهای دولتی یا مشارکت صرف بین دولت و بخش غیردولتی نمی‌داند. برای نمونه، این تعریف شامل همکاری بین سطوح مختلف حکومت و همچنین مشارکت‌های ترکیبی‌ای است که ممکن است توسط بخش خصوصی یا جامعه آغاز شده باشند.

## مزایا
هدف از حکمرانی مشارکتی، بهبود کلیِ شیوه‌ها و اثربخشی در مدیریت عمومی است.
مزایای حکمرانی مشارکتیِ مؤثر آن است که موجب درک بهتر و مشترک از مسائل پیچیده‌ای می‌شود که ذی‌نفعان گوناگونی در آن دخیل‌اند، و امکان می‌دهد این ذی‌نفعان با یکدیگر همکاری کنند و بر سر راه‌حل‌ها به توافق برسند.
این نوع حکمرانی می‌تواند به سیاست‌گذاران کمک کند تا مشکلات را شناسایی، هدف‌گذاری و به‌طور مؤثرتری برای رفع آن‌ها اقدام کنند.
ذی‌نفعانی که در تدوین راه‌حل مشارکت دارند، بیشتر تمایل خواهند داشت جهت‌گیری‌ها یا تصمیمات اتخاذشده را بپذیرند. از این رو، حکمرانی مشارکتی می‌تواند راه‌حل‌های سیاستی‌ای را شناسایی کند که از مقبولیت اجتماعی بیشتری برخوردارند.
همچنین این رویکرد می‌تواند دیدگاه‌ها و چشم‌اندازهای جدیدی دربارهٔ مسائل و راه‌حل‌های سیاستی ارائه دهد و در نتیجه راهکارهای نوینی برای اجرای استراتژی‌های تغییر فراهم کند.
برای مقاماتی که در حوزه مدیریت و اداره امور فعالیت می‌کنند، حکمرانی مشارکتی فرصتی برای شنیدن طیف گسترده‌تری از ایده‌ها و پیشنهادها در فرایند سیاست‌گذاری ایجاد می‌کند. همچنین می‌توان از آن به‌عنوان ابزاری برای آزمایش ایده‌ها و تحلیل بازخوردها پیش از اجرای نهایی استفاده کرد.
برای کسانی که خارج از ساختار رسمی دولت هستند، این رویکرد به آن‌ها کمک می‌کند تا درک بهتری از سازوکارهای درونی دولت داشته باشند و نقش مؤثرتری در فرایند تصمیم‌گیری ایفا کنند.
افزون‌براین، این امکان را به آن‌ها می‌دهد که نگاه صرفِ خدمات‌رسانی به نهادهای دولتی را کنار بگذارند و نسبت به نظام تصمیم‌گیری حس مالکیت و نزدیکی بیشتری پیدا کنند؛ چیزی که می‌تواند به توانمندسازی آن‌ها برای ایفای نقش فعال در تصمیم‌گیری نهادی منجر شود.
در بخش‌های دولتی و خصوصی، تعهد به همکاری احتمالاً موجب تغییر در ساختار سازمانی و تخصیص مجدد منابع خواهد شد.
سایر مزایا شامل ترکیب مهارت‌ها و ظرفیت‌های مرتبط و همچنین امکان تخصص‌گرایی است.
در مجموع، حکمرانی مشارکتی می‌تواند به یادگیری متقابل و تجارب مشترک منجر شود و در عین حال جهت‌گیری‌هایی برای تقویت ظرفیت نهادی در درون و بیرون نهادها و سازمان‌ها فراهم آورد.

## معایب
معایب حکمرانی مشارکتی در رابطه با مسائل پیچیده آن است که این فرایند زمان‌بر است، ممکن است به توافقی بر سر راه‌حل‌ها نینجامد، و حتی در صورت دستیابی به توافق، نهادهای دولتی ذی‌ربط ممکن است از اجرای آن راه‌حل‌ها خودداری کنند.
در ساختارهای پیچیده‌ای که در آن چندین نهاد با یکدیگر همکاری می‌کنند، نقش‌های فردی ممکن است مبهم و گیج‌کننده شود. برخی افراد بیشتر به‌عنوان نماینده خودشان عمل می‌کنند، در حالی که دیگران ممکن است نماینده نهادها یا سازمان‌هایی باشند.
گروه‌های ذی‌نفوذ می‌توانند تلاش کنند فرایند را به نفع خود دستکاری کنند. از سوی دیگر، مشارکت‌کنندگان ممکن است دچار «خستگی ذی‌نفعی» شوند—احساسی که زمانی بروز می‌کند که آن‌ها بارها و بارها توسط نهادهای مختلف برای موضوعات مشابه مورد مشورت قرار می‌گیرند. این وضعیت می‌تواند سنگین و زمان‌بر باشد.
مسائل ساختاری نیز بر دستورکارها و نتایج تأثیر می‌گذارند. ساختارهای باز با رهبری و عضویت شناور، به مشارکت‌کنندگان متعدد امکان می‌دهند به دستورکاری به‌سرعت در حال گسترش دسترسی یابند.
دستیابی به اهداف در چنین دستورکار گسترده‌ای دشوارتر می‌شود، زیرا شمار فزاینده‌ای از مشارکت‌کنندگان تلاش می‌کنند اختلافات را حل کرده و اقدامات را هماهنگ کنند.
چالش‌هایی نیز در مرحله اجرا به‌وجود می‌آیند، به‌ویژه زمانی که نمایندگان بدون هیچ تعهد واقعی نسبت به سایر همکاران، آزادانه در جلسات حضور یافته یا غیبت می‌کنند.
موضوعاتی چون پاسخ‌گویی مشارکت‌کنندگان، نابرابری یا پنهان‌کاری در دستور کارها، اعتماد میان اعضا، نابرابری قدرت، و موانع زبانی و فرهنگی از جمله مسائلی هستند که ممکن است در رژیم‌های حکمرانی مشارکتی رخ دهند.
منتقدان استدلال می‌کنند که حکمرانی مشارکتی ثبات و انسجام نهادی لازم را فراهم نمی‌کند و به همین دلیل، ممکن است روند پیشرفت را مختل کند.
پژوهش‌های انسل و گش (۲۰۰۸) و امرسون، ناباتچی و بالو (۲۰۱۲) در تلاش‌اند تا این مسائل و چالش‌ها را بررسی کرده و شرایط اجتماعی و فرآیندی لازم برای حکمرانی مشارکتی مؤثر را شناسایی کنند.

## کاربردهای اجتماعی
حکمرانی مشارکتی برای رسیدگی به بسیاری از مسائل پیچیده اجتماعی، زیست‌محیطی و شهری به کار رفته است؛ از جمله:
مدیریت بحران سیل و مدیریت رشد شهری در استرالیا؛
چشم‌اندازسازی و برنامه‌ریزی اجتماعی در نیوزیلند؛
و مشارکت عمومی در طراحی مجدد محل مرکز تجارت جهانی (Ground Zero) در نیویورک.
در بریتانیا، ایالات متحده آمریکا و بسیاری از کشورهای اروپای غربی، دولت‌ها تلاش کرده‌اند تا تمرکز خود را به سوی اشکال گوناگون هم‌آفرینی (co-production) با سایر نهادها، بخش‌ها و خود شهروندان تغییر دهند تا سطح مشارکت مدنی را افزایش دهند.
شکل‌های سنتیِ حکمرانی سلسله‌مراتبی و دموکراسی نیابتی مشارکت مدنی در فرایند تصمیم‌گیری را ناکارآمد تلقی می‌کنند.
پروژه‌ها و ابتکارات بزرگ نیازمند مشارکت و ارتباطات نه‌تنها با شهروندان، بلکه با دیگر نهادهای دولتی و غیردولتی و در مواردی همکاری‌های بین‌المللی با دولت‌ها و سازمان‌های خارجی هستند.
برای نمونه، مدیریت عبور و مرور رسمی و غیررسمی در مرز ایالات متحده و مکزیک نیازمند مشارکت در سطوح مختلف دولت‌های فدرال، آژانس‌های دولتی (مانند سازمان جنگل‌داری ایالات متحده آمریکا و گشت مرزی ایالات متحده)، مدیریت اراضی، و سایر نهادهای غیرفدرال حوزه امور اجتماعی بوده است.
تمامی این بازیگران باید برای رسیدگی به مسائل امنیت مرزی و حفاظت از منابع طبیعی با یکدیگر گفت‌وگو و همکاری کنند.
نتیجه این همکاری، اجرای موفق یادداشت تفاهم سال ۲۰۰۶ میان گشت مرزی ایالات متحده و سازمان جنگل‌داری ایالات متحده آمریکا بود که به ایجاد مجامع مشترک، افزایش هماهنگی میدانی، عملیات‌های مشترک و ساخت زیرساخت‌های تاکتیکی مانند حصارکشی مرزی انجامید.
حکمرانی و مدیریت مناطق کلانشهری بزرگ و در حال رشد، که شامل دولت‌های محلی متعدد و سطوح مختلف دولت‌های ایالتی و ملی هستند، چالش‌ها و فرصت‌های حکمرانی خاصی را به همراه دارد.
جان ابوت (John Abbott)، برنامه‌ریزی کلانشهری در جنوب شرقی کوئینزلند، استرالیا را بررسی کرده است؛ جایی که در طی ۲۰ سال، ترتیبات حکمرانی مشارکتی میان دولت ایالتی، دولت‌های محلی و جامعه منطقه‌ای تکامل یافته و به نتایج و دستاوردهای مثبتی منجر شده است.
«دستاوردهای مثبت حکمرانی مشارکتی و برنامه‌ریزی کلانشهری در جنوب شرق کوئینزلند گسترده و متنوع بوده و فراتر از برنامه‌ریزی منطقه‌ای مبتنی بر قانون هستند.»
این دستاوردها شامل:
سه طرح غیرالزام‌آور منطقه‌ای مورد تأیید؛
دو طرح منطقه‌ای قانونی مورد تأیید؛
برنامه زیرساختی مرتبط با بودجه ایالتی؛
برنامه‌های بخشی منطقه‌ای برای حمل‌ونقل، تأمین آب، مدیریت منابع طبیعی و غیره؛
قوانین و سازوکارهای نهادی جدید برای حکمرانی کلانشهری؛
و پروژه‌های عمرانی مانند شبکه اتوبوس‌رانی جنوب شرقی کوئینزلند (SEQ Busway) هستند.
هند
دولت هند در سال ۱۹۷۵، برنامه خدمات یکپارچه توسعه کودک (ICDS) را برای تضمین رشد و توسعه مناسب کودکان راه‌اندازی کرد، اما اجرای آن ضعیف بود.
برای بهبود این وضعیت، در شهر بمبئی، این دولت با سازمان غیرانتفاعی SNEHA (انجمن تغذیه، آموزش و بهداشت) برای ساخت یک برنامه تغذیه کودکان با هدف مراقبت و پیشگیری از سوءتغذیه حاد همکاری کرد.
این همکاری همچنین شامل شهرداری کلان‌شهر بمبئی (MCGM) و مرکز توانبخشی و پژوهش تغذیه‌ای (NRRC) در بیمارستان عمومی لوکمانیا تیلاک بود.
این همکاری میان SNEHA (به‌عنوان یک بازیگر غیردولتی) با ICDS و MCGM (به‌عنوان بازیگران دولتی)، منجر به اجرای تنها برنامه موفقِ بزرگ‌مقیاس در سطح کشور شد که از رویکردهای مبتنی بر جامعه برای شناسایی، درمان و پیشگیری از سوءتغذیه در مناطق غیررسمی شهری هند بهره گرفت.